# Ewa Szymańska
Ewa Zofia Szymańska z domu Mucha (ur. 24 kwietnia 1952 w Prochowicach) – polska polityk, ekonomistka i samorządowiec, biegły rewident, posłanka na Sejm VIII i IX kadencji.

## Życiorys
W 1977 ukończyła studia na Wydziale Gospodarki Narodowej Akademii Ekonomicznej we Wrocławiu, a w 2001 studia podyplomowe w Wyższej Szkole Handlu i Finansów Międzynarodowych w Warszawie. W latach 1978–1993 pracowała w instytucjach administracji skarbowej. W 1994 podjęła praktykę w zawodzie biegłego rewidenta. Była też członkinią zarządu i główną księgową w spółdzielni mieszkaniowej. W latach 2006–2009 pełniła funkcję dyrektora finansowego w Hucie Miedzi Legnica.
Została członkinią Akcji Katolickiej, zaangażowała się w działalność polityczną w ramach Prawa i Sprawiedliwości. W 2005 i 2007 bez powodzenia ubiegała się o mandat poselski. W 2006, 2010 i 2014 uzyskiwała natomiast mandat radnej Legnicy. Pełniła funkcję przewodniczącej rady miejskiej, zaś w 2010 bezskutecznie startowała na urząd prezydenta Legnicy. Od 2011 zajmowała stanowisko dyrektora biura senatorskiego Doroty Czudowskiej.
W wyborach parlamentarnych w 2015 ponownie kandydowała do Sejmu z dwunastego miejsca na liście Prawa i Sprawiedliwości w okręgu nr 1 (Legnica). Została wybrana na posłankę VIII kadencji, otrzymując 5712 głosów. W wyborach w 2019 z powodzeniem ubiegała się o poselską reelekcję, otrzymując 8930 głosów. W wyborach w 2023 nie została wybrana na kolejną kadencję.